# Mercedes-Benz Pullman
Die Mercedes-Benz Pullman sind Repräsentationslimousinen aus dem Hause Mercedes-Benz. Es handelt sich um Pullman-Fahrzeuge und nicht um nachträglich verlängerte Stretchlimousinen.
Bislang wurden vier Generationen des Mercedes-Benz Pullman angeboten. Die Produktion der Pullman-Fahrzeuge von Mercedes-Benz begann 1963 und wird bis heute fortgeführt. Die Automobile entwickelten sich aus Sonderanfertigungen für die Bundesregierung und für den Papst. Zielgruppen für den Erwerb waren diverse Regierungen und einige bedeutende Wirtschaftsführer.

## 1. Generation (Baureihe 100)

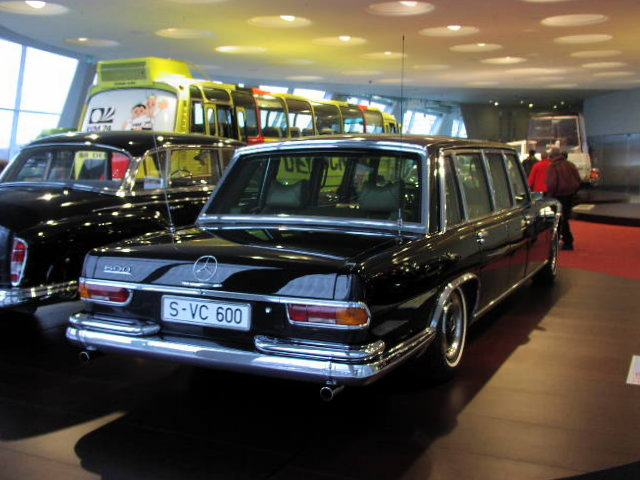
Mercedes-Benz 600 Pullman (Baureihe 100) im Mercedes-Benz-Museum

Der auf dem Mercedes-Benz W 100 basierende Pullman wurde von 1964 bis 1981 gebaut. Er wurde im September 1963 auf der Internationalen Automobil-Ausstellung (IAA) in Frankfurt vorgestellt. Das Fahrzeug wurde auf bis zu 6240 mm verlängert. Mit dem 184 kW (250 PS) starken V8-Motor M 100 erreicht es eine Höchstgeschwindigkeit von 200 km/h. Es gab alternativ eine Limousine und ein Landaulet. Die Pullman-Limousine wurde auf besonderen Wunsch auch als Sonderschutzversion angeboten. Berühmte Käufer waren der Schah von Persien, John Lennon, Max Grundig, Elvis Presley.

## 2. Generation (Baureihe 140)
Die Pullman-Variante des Mercedes-Benz Baureihe 140 war die zweite Generation. Der Mercedes-Benz wurde im September 1995 auf der IAA in Frankfurt vorgestellt und hatte eine Länge von 6213 mm. Während der 1995 vorgestellte Wagen mit Panzerung leer 4,4 Tonnen wiegt, kommt die Standardversion der 6,2 Meter langen Staatslimousine auf 2,7 Tonnen. Die Pullman-Limousine darf gepanzert bis zu 160 km/h fahren; die Spitzengeschwindigkeit bei der ungepanzerten Version liegt bei 210 km/h.

## 3. Generation (Baureihe 220)

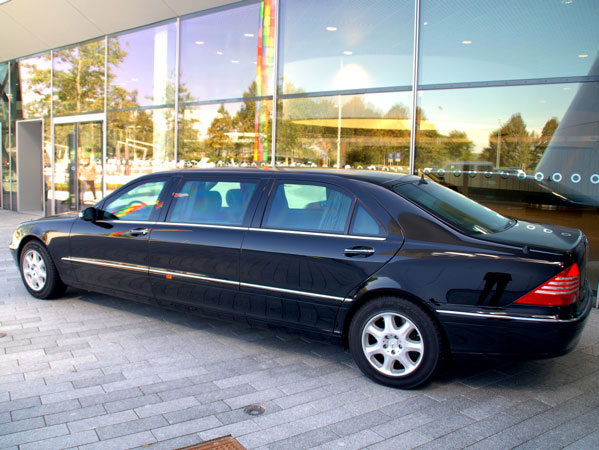
Mercedes-Benz Pullman Baureihe 220

Der Mercedes-Benz Baureihe 220-Pullman war die dritte Generation (Bezeichnung VV 220) und war ab Herbst 2001 verfügbar. Der Pullman war mit dem Fünfliter-Achtzylinder-V-Motor mit 225 kW (306 PS) oder mit dem 5,8-Liter-V12-Motor mit 270 kW (367 PS) lieferbar. Basis des Fahrzeugs sind eine verstärkte Rohbau-Karosserie und ein modifiziertes Fahrwerk.

## 4. Generation (Baureihe 221)
Das Fahrzeug basiert auf dem Mercedes-Benz Baureihe 221 und wird seit Herbst 2008 angeboten. Die offizielle Bezeichnung lautet Mercedes-Benz S 600 Guard. Hiermit wird auf die Panzerung des Fahrzeuges hingewiesen. Als Antrieb dient ein Zwölfzylinder-Biturbo-Motor mit 5513 Kubikzentimeter Hubraum. Es leistet 380 kW (517 PS) bei 5000/min und stellt zwischen 1800 und 3500/min ein Drehmoment von 830 Nm zur Verfügung. Der Pullman ist 6,36 Meter lang. Das Dach wurde im Vergleich zur normalen S-Klasse bei steiler stehender Heckscheibe um 60 Millimeter angehoben. Die Karosserie lässt sich pneumatisch um etwa 40 Millimeter anheben. Das Fahrzeug wiegt 5,3 Tonnen. Die Panzerung besteht aus Panzerstahl und Kohlenstofffasern. 65 Millimeter dicke Spezialscheiben schützen vor Handgranaten, Maschinengewehr- und Sprengstoffangriffen. Die Höchstgeschwindigkeit ist wegen der Spezialbereifung auf 160 km/h beschränkt. Der Verkaufspreis beträgt 920.000 €.

## Alternative Fahrzeuge
- Rolls-Royce Phantom VI (1968–1991)
- Daimler DS420 (1968–1992)
- Bentley State Limousine (2000–2002)